# Cutzato
Cutzato är en ort i Mexiko.   Den ligger i kommunen Uruapan och delstaten Michoacán de Ocampo, i den södra delen av landet, 300 km väster om huvudstaden Mexico City. Cutzato ligger 1 743 meter över havet och antalet invånare är 878.
Terrängen runt Cutzato är lite bergig. Runt Cutzato är det tätbefolkat, med 286 invånare per kvadratkilometer. Närmaste större samhälle är Uruapan, 9,6 km nordost om Cutzato. I omgivningarna runt Cutzato växer huvudsakligen savannskog.